# Tour de Ski
Tour de Ski is een langlaufwedstrijd over verschillende etappen, naar het voorbeeld van de Ronde van Frankrijk. Het idee kwam van de Zwitser Jürg Capol en voormalig Noors langlaufer Vegard Ulvang. De Tour de Ski, georganiseerd door de FIS, werd voor het eerst gehouden in het seizoen 2006/2007. In het seizoen 2008/2009 bestond het evenement uit zeven races in negen dagen tijd, verspreid over vier locaties in drie landen. De wedstrijd vindt plaats rond de jaarwisseling.

## Belangrijkste regels

### Editie 2006/2007
- De deelnemers moeten elke etappe tot een goed einde brengen om in de volgende etappe opnieuw te mogen starten.
- Het klassement wordt opgemaakt aan de hand van de tijden die de atleten nodig hebben om een etappe te voltooien, diegene die aan het eind van de Tour de Ski de minste tijd nodig heeft gehad wint het eindklassement. Hierbij wordt rekening gehouden met de werkelijke eindtijd van de atleten na elke etappe en de bonusseconden die kunnen worden verzameld, die van de totaaltijd worden afgetrokken.

Bonusseconden kunnen worden verdiend door de top-30 in de sprintraces (50”, 40”, 30”, 28”, 26”, 25”…) en bij de tussensprints in de massastart (15”, 10”, 5”).
De leider in het algemene klassement draagt een gouden truitje.
- Het sprintklassement wordt opgemaakt aan de hand van de verdiende bonusseconden bij de sprintetappen en bij de tussensprints en de finish in de massastart.

De leider in het sprintklassement draagt een zilveren truitje.
- Hoewel de Tour de Ski deel uitmaakt van de wereldbeker worden er in de afzonderlijke etappen geen wereldbekerpunten uitgedeeld. De verdeling van de wereldbekerpunten gebeurt aan de hand van het eindklassement. De winnaar krijgt dan 400 punten, de tweede 320, de derde 240 enz. de dertigste plaats is zo nog goed voor 4 punten.

### Editie 2007/2008
- In tegenstelling tot in de eerste editie van de Tour de Ski zijn er vanaf de editie 2007/2008 wereldbekerpunten te verdienen voor de top-15 in de afzonderlijke etappes. De eerste krijgt 50 punten, de tweede 40, de derde 30, voor de vijftiende zijn nog 8 punten weggelegt. Om de punten uit de etappes ook werkelijk te verkrijgen in de wereldbekerstand moet de atleet of atlete de Tour de Ski tot een goed einde brengen.
- Om ook de sprinters een grotere kans te geven op de eindzege worden er meer bonusseconden toegekend bij de sprintwedstrijden: 60" voor de winnaar, 56" voor de tweede, 52" voor de derde enzovoorts, de dertigste uit het dagklassement krijgt nog 1 bonusseconde.
- Er is sinds de editie 2007/2008 ook een tijdslimiet, de atleten mogen bij de mannen niet langzamer dan 15% van de winnende tijd zijn, bij de vrouwen is dat 18%. Bij wisselende of extreme weersomstandigheden kan de jury die tijdsgrens optrekken.
- De FIS introduceerde ook een ploegenklassement: per etappe worden de tijden van de beste vier langlaufers (twee mannen en twee vrouwen) van een land opgeteld. Het land dat aan het einde van de Tour de minste tijd op de klokken heeft staan wint de "Tour-Team-Cup".

## Edities
| Editie | Seizoen   | Plaatsen                                                    | Data                              | Etappes |
| ------ | --------- | ----------------------------------------------------------- | --------------------------------- | ------- |
| 1      | 2006/2007 | München Oberstdorf Asiago Val di Fiemme                     | 31 december 2006 – 7 januari 2007 | 8       |
| 2      | 2007/2008 | Nové Město Praag Asiago Val di Fiemme                       | 28 december 2007 – 6 januari 2008 | 8       |
| 3      | 2008/2009 | Oberhof Praag Nové Město Val di Fiemme                      | 27 december 2008 – 4 januari 2009 | 7       |
| 4      | 2009/2010 | Oberhof Praag Cortina d'Ampezzo Toblach Val di Fiemme       | 1 januari 2010 – 10 januari 2010  | 8       |
| 5      | 2010/2011 | Oberhof Oberstdorf Toblach Cortina d'Ampezzo Val di Fiemme  | 31 december 2010 – 9 januari 2011 | 8       |
| 6      | 2011/2012 | Oberhof Oberstdorf Toblach Cortina d'Ampezzo Val di Fiemme  | 29 december 2011 – 7 januari 2012 | 9       |
| 7      | 2012/2013 | Oberhof Val Müstair Cortina d'Ampezzo Toblach Val di Fiemme | 29 december 2012 – 6 januari 2013 | 7       |
| 8      | 2013/2014 | Oberhof Lenzerheide Cortina d'Ampezzo Toblach Val di Fiemme | 28 december 2013 – 5 januari 2014 | 7       |
| 9      | 2014/2015 | Oberstdorf Val Müstair Toblach Val di Fiemme                | 3 januari 2015 – 10 januari 2015  | 7       |
| 10     | 2015/2016 | Lenzerheide Oberstdorf Toblach Val di Fiemme                | 1 januari 2016 – 10 januari 2016  | 8       |
| 11     | 2016/2017 | Val Müstair Oberstdorf Toblach Val di Fiemme                | 31 december 2016 – 8 januari 2017 | 7       |
| 12     | 2017/2018 | Lenzerheide Oberstdorf Val di Fiemme                        | 30 december 2017 – 7 januari 2018 | 7       |
| 13     | 2018/2019 | Toblach Val Müstair Oberstdorf Val di Fiemme                | 29 december 2018 – 6 januari 2019 | 7       |
| 14     | 2019/2020 | Lenzerheide Toblach Val di Fiemme                           | 28 december 2019 – 5 januari 2020 | 7       |
| 15     | 2020/2021 | Val Müstair Toblach Val di Fiemme                           | 1 januari 2021 – 10 januari 2021  | 8       |
| 16     | 2021/2022 | Lenzerheide Oberstdorf Val di Fiemme                        | 28 december 2021 – 4 januari 2022 | 6       |
| 17     | 2022/2023 | Val Müstair Oberstdorf Val di Fiemme                        | 31 december 2022 – 8 januari 2023 | 7       |
| 18     | 2023/2024 | Toblach Davos Val di Fiemme                                 | 30 december 2023 – 7 januari 2024 | 7       |
| 19     | 2024/2025 | Toblach Val di Fiemme                                       | 28 december 2024 – 5 januari 2025 | 7       |

## Erelijst eindwinnaars

### Mannen
| Seizoen   | Algemeen klassement     | Algemeen klassement    | Algemeen klassement    | Sprint/puntenklassement |
| Seizoen   | Eerste                  | Tweede                 | Derde                  | Sprint/puntenklassement |
| --------- | ----------------------- | ---------------------- | ---------------------- | ----------------------- |
| 2006/2007 | Tobias Angerer          | Aleksandr Legkov       | Simen Østensen         | Tor Arne Hetland        |
| 2007/2008 | Lukáš Bauer             | René Sommerfeldt       | Giorgio Di Centa       | Petter Northug          |
| 2008/2009 | Dario Cologna           | Petter Northug         | Axel Teichmann         | Tor Arne Hetland        |
| 2009/2010 | Lukáš Bauer             | Petter Northug         | Dario Cologna          | Petter Northug          |
| 2010/2011 | Dario Cologna           | Petter Northug         | Lukáš Bauer            | Dario Cologna           |
| 2011/2012 | Dario Cologna           | Marcus Hellner         | Petter Northug         | Dario Cologna           |
| 2012/2013 | Aleksandr Legkov        | Dario Cologna          | Maksim Vylegsjanin     | Petter Northug          |
| 2013/2014 | Martin Johnsrud Sundby  | Chris Jespersen        | Petter Northug         | Martin Johnsrud Sundby  |
| 2014/2015 | Petter Northug          | Jevgeni Belov          | Calle Halfvarsson      | Petter Northug          |
| 2015/2016 | Martin Johnsrud Sundby  | Finn Hågen Krogh       | Sergej Oestjoegov      | Martin Johnsrud Sundby  |
| 2016/2017 | Sergej Oestjoegov       | Martin Johnsrud Sundby | Dario Cologna          | Sergej Oestjoegov       |
| 2017/2018 | Dario Cologna           | Martin Johnsrud Sundby | Alex Harvey            | Dario Cologna           |
| 2018/2019 | Johannes Høsflot Klæbo  | Sergej Oestjoegov      | Simen Hegstad Krüger   | Johannes Høsflot Klæbo  |
| 2019/2020 | Aleksandr Bolsjoenov    | Sergej Oestjoegov      | Johannes Høsflot Klæbo | Johannes Høsflot Klæbo  |
| 2020/2021 | Aleksandr Bolsjoenov    | Maurice Manificat      | Denis Spitsov          | Aleksandr Bolsjoenov    |
| 2021/2022 | Johannes Høsflot Klæbo  | Aleksandr Bolsjoenov   | Iivo Niskanen          | Johannes Høsflot Klæbo  |
| 2022/2023 | Johannes Høsflot Klæbo  | Simen Hegstad Krüger   | Hans Christer Holund   | Johannes Høsflot Klæbo  |
| 2023/2024 | Harald Østberg Amundsen | Friedrich Moch         | Hugo Lapalus           | Lucas Chanavat          |
| 2024/2025 | Johannes Høsflot Klæbo  | Mika Vermeulen         | Hugo Lapalus           | Johannes Høsflot Klæbo  |

### Vrouwen
| Seizoen   | Algemeen klassement      | Algemeen klassement      | Algemeen klassement      | Sprint/puntenklassement  |
| Seizoen   | Eerste                   | Tweede                   | Derde                    | Sprint/puntenklassement  |
| --------- | ------------------------ | ------------------------ | ------------------------ | ------------------------ |
| 2006/2007 | Virpi Kuitunen           | Marit Bjørgen            | Valentyna Sjevtsjenko    | Virpi Kuitunen           |
| 2007/2008 | Charlotte Kalla          | Virpi Kuitunen           | Arianna Follis           | Virpi Kuitunen           |
| 2008/2009 | Virpi Kuitunen           | Aino-Kaisa Saarinen      | Petra Majdič             | Petra Majdič             |
| 2009/2010 | Justyna Kowalczyk        | Petra Majdič             | Arianna Follis           | Petra Majdič             |
| 2010/2011 | Justyna Kowalczyk        | Therese Johaug           | Marianna Longa           | Justyna Kowalczyk        |
| 2011/2012 | Justyna Kowalczyk        | Marit Bjørgen            | Therese Johaug           | Justyna Kowalczyk        |
| 2012/2013 | Justyna Kowalczyk        | Therese Johaug           | Kristin Størmer Steira   | Justyna Kowalczyk        |
| 2013/2014 | Therese Johaug           | Astrid Jacobsen          | Heidi Weng               | Astrid Jacobsen          |
| 2014/2015 | Marit Bjørgen            | Therese Johaug           | Heidi Weng               | Marit Bjørgen            |
| 2015/2016 | Therese Johaug           | Ingvild Flugstad Østberg | Heidi Weng               | Ingvild Flugstad Østberg |
| 2016/2017 | Heidi Weng               | Krista Pärmäkoski        | Stina Nilsson            | Stina Nilsson            |
| 2017/2018 | Heidi Weng               | Ingvild Flugstad Østberg | Jessica Diggins          | Ingvild Flugstad Østberg |
| 2018/2019 | Ingvild Flugstad Østberg | Natalja Neprjajeva       | Krista Pärmäkoski        | Ingvild Flugstad Østberg |
| 2019/2020 | Therese Johaug           | Natalja Neprjajeva       | Ingvild Flugstad Østberg | Anamarija Lampič         |
| 2020/2021 | Jessica Diggins          | Joelia Stoepak           | Ebba Andersson           | Linn Svahn               |
| 2021/2022 | Natalja Neprjajeva       | Ebba Andersson           | Heidi Weng               | Johanna Hagström         |
| 2022/2023 | Frida Karlsson           | Kerttu Niskanen          | Tiril Udnes Weng         | Tiril Udnes Weng         |
| 2023/2024 | Jessica Diggins          | Heidi Weng               | Kerttu Niskanen          | Linn Svahn               |
| 2024/2025 | Therese Johaug           | Astrid Øyre Slind        | Jessica Diggins          | Nadine Fähndrich         |